# Nikon D3300
A Nikon D3300 egy 24,2-megapixeles DX-formátumú, F-bajonnettes digitális tükörreflex-fényképezőgép, amelyet a Nikon 2014. január 7-én jelentett be. A D3300 egy kezdőknek (Útmutató módban) és tapasztalt felhasználóknak egyaránt ajánlott belépőkategóriás DSLR-fényképezőgép. A Nikon belépőkategóriás DSLR-kínálatában elődjét, a D3200-at váltja fel. A D3300 mellé általában egy 18-55mm VR II szettobjektív tartozik (Nikon AF-S DX Zoom-Nikkor 18-55mm f/3.5-5.6), ami a korábbi VR-es (Vibration Reduction) objektív továbbfejlesztett változata.
Az Expeed 4 képfeldolgozó processzor lehetővé teszi a 60 fps 1080p MPEG-4 videó rögzítését, valamint 24,2 megapixeles fényképek készítését optikai aluláteresztő szűrő nélkül (OLPF, anti-aliasing (AA) szűrő) 5 kép/mp sebességgel (ezzel sorozatfelvételben az egyik leggyorsabb belépőkategóriás DSLR). A D3300 a Nikon első DSLR-fényképezőgépe Easy Panorama móddal. A karbonszállal erősített műanyagból készült váz és az új, behúzható szettobjektívnek köszönhetően könnyebb és kisebb lett a fényképezőgép. A váz mérete kb. 124 x 98 x 75,5 mm, súlya akkumulátorral és memóriakártyával 460, anélkül 410 g. A D3300-ban nincs autofókusz-motor, ezért csak olyan objektívekkel képes automatikus élességállításra, melyekben van beépített autofókusz-motor.
2014 áprilisában a D3300 megkapta a Technical Image Press Association (TIPA) "Legjobb belépőkategóriás DSLR" díját.
2016 második felében utódja, a D3400 váltotta fel.

## Újdonságok
- 24,2 megapixeles képérzékelő 12-bites felbontással, optikai aluláteresztő szűrő nélkül[5]
- Expeed 4 1080p 60p/50p fps videófelvétellel
- Új optikai kereső 0,85× nagyítással
- Easy Panorama mód (a Nikon első ilyen DSLR-je)
- 13 speciális effekt
- Új automatikus vaku módok
- Útmutató mód - lépésekre bontott segítség a kezdőknek
- Karbonszállal erősített műanyagból készült, kisebb és könnyebb váz
- Nagyobb kapacitású EN-EL14a és EN-EL14 akkumulátorok
- Wi-Fi opcionális (WU-1a adapter szükséges hozzá, ami a fényképezőgép bal oldalán csatlakozik)
- 3,5mm jack mikrofon-bemenet

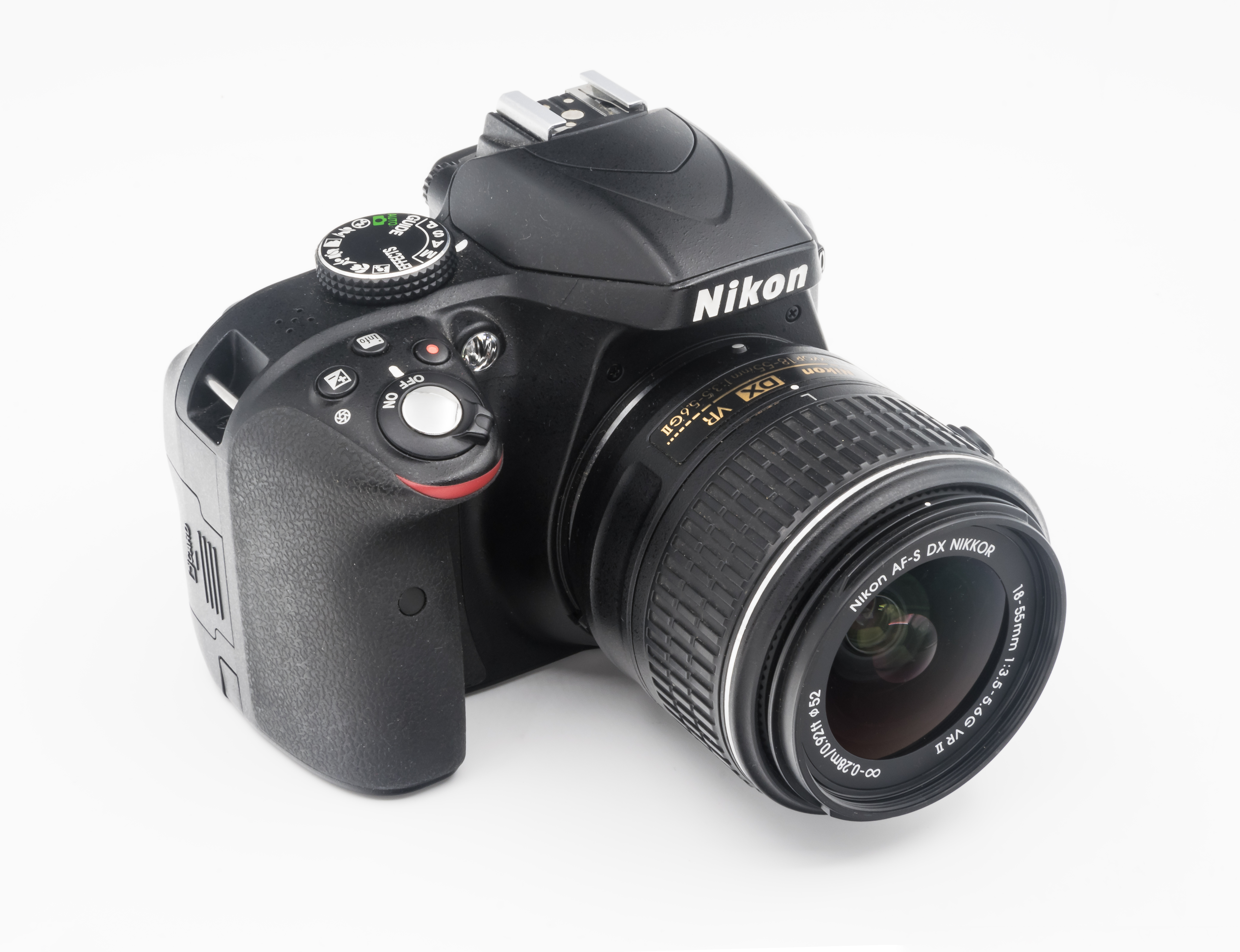
D3300 + Nikkor AF-S DX 18-55mm f/3.5-5.6G VR II
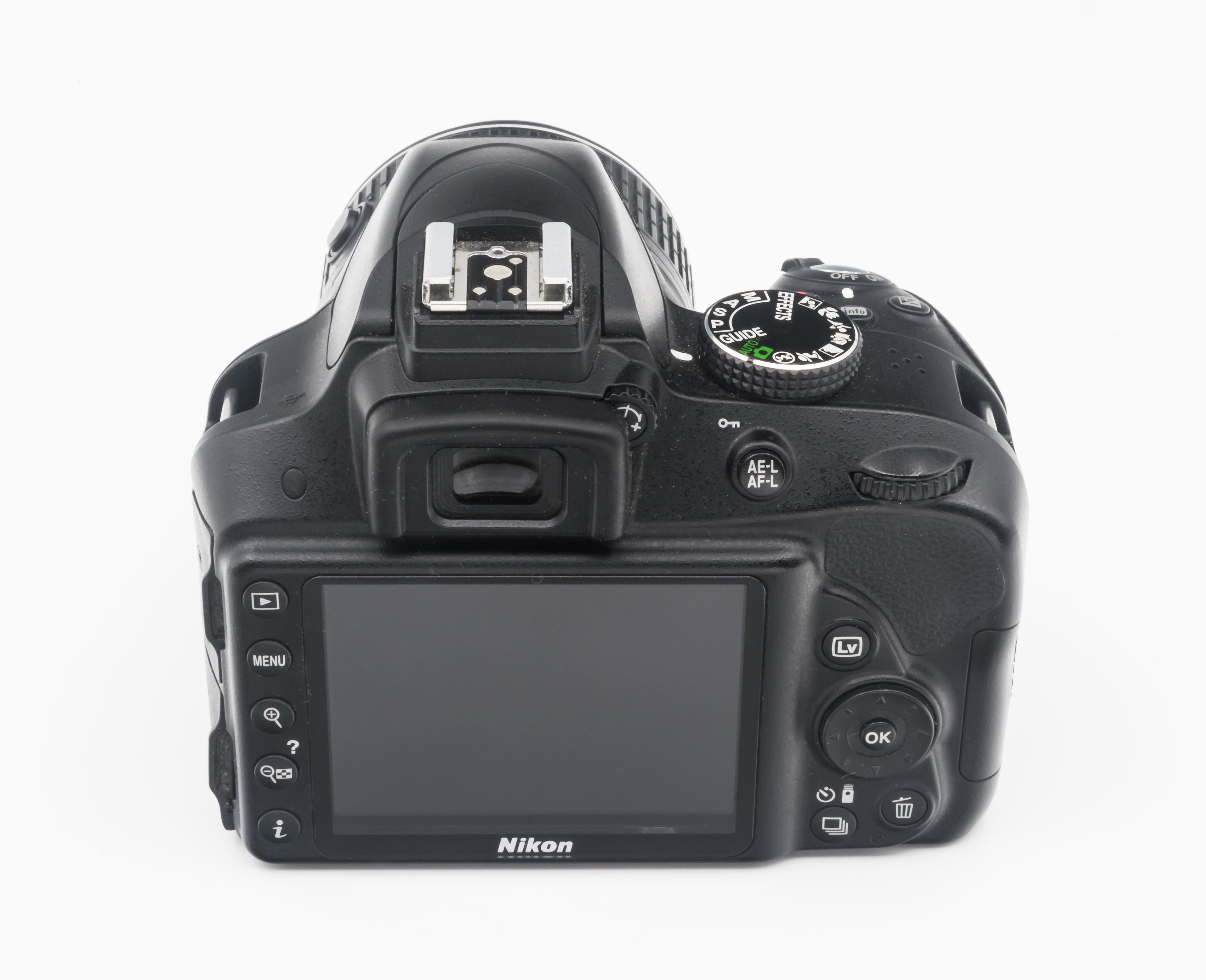
Hátsó kijelző és kezelőszervek
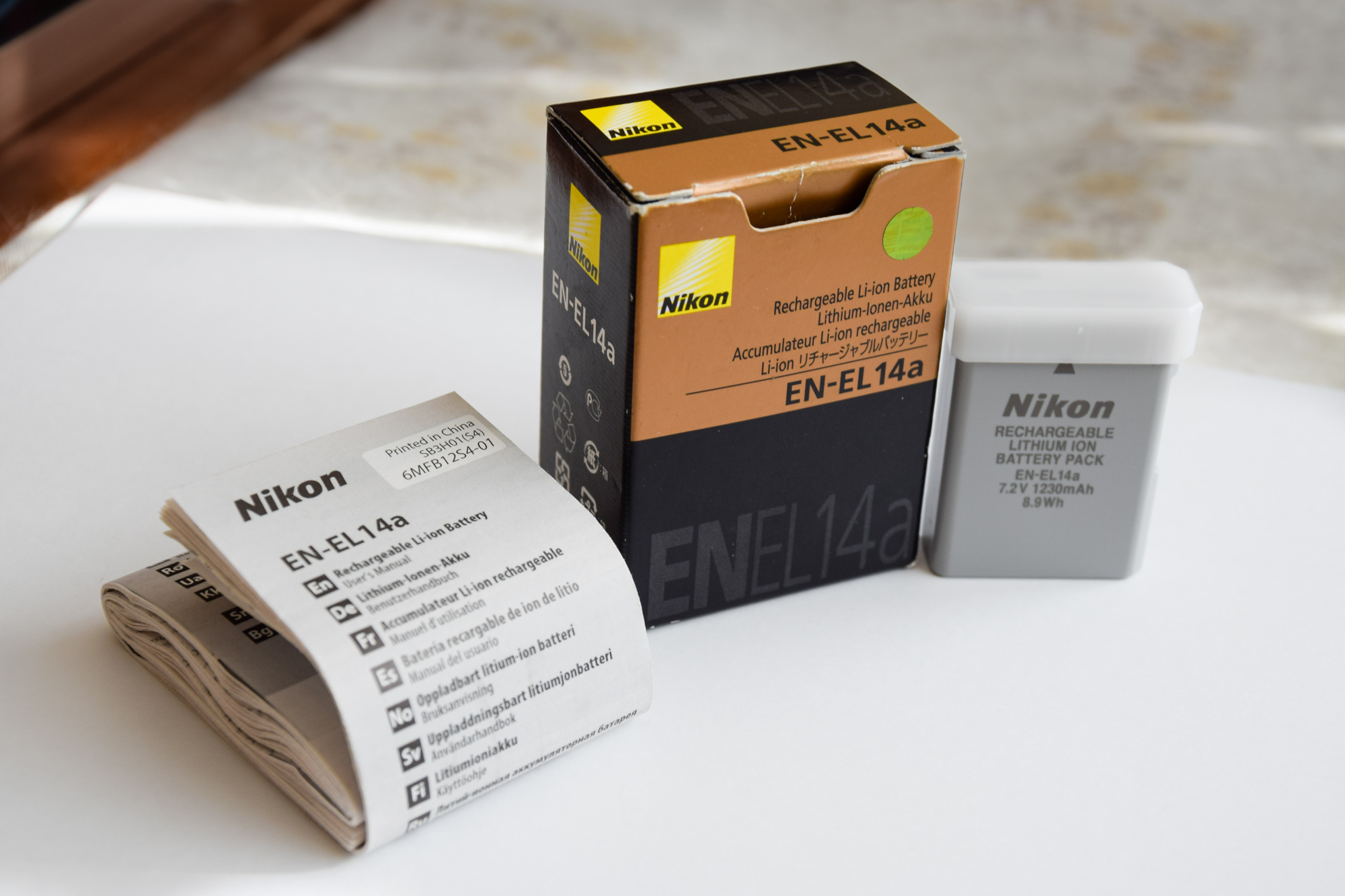
EN-EL14a akkumulátor D3300-hoz